# Calaxiopsis felix
Calaxiopsis felix är en kräftdjursart som först beskrevs av Alcock och Anderson 1899.  Calaxiopsis felix ingår i släktet Calaxiopsis och familjen Calocarididae. Inga underarter finns listade i Catalogue of Life.